# Sosina (przełęcz)
Sosina (496 m) – przełęcz w bocznym, północno-zachodnim grzbiecie Gronia Jana Pawła II w Beskidzie Małym. Znajduje się pomiędzy szczytami Czuby (546 m) oraz Narożnika (511 m).
Północno-zachodnie stoki przełęczy Sosina opadają do dolinki potoku między grzbietami Narożnika i Czuby w miejscowości Zagórnik, wschodnie do doliny Choczenki w miejscowości Kaczyna. Z obydwu tych miejscowości pola uprawne dochodziły do samej przełęczy, obecnie jednak stopniowo zarastają lasem, rejon przełęczy już porasta las. Przez przełęcz prowadzi szlak turystyczny. Nieco powyżej przełęczy, na stokach Czuby, szlak ten przecina droga leśna łącząca miejscowości Kaczyna i Rzyki.
Przełęcz Sosina znajduje się w miejscowości Zagórnik w województwie małopolskim, w powiecie wadowickim, w gminie Andrychów.
Szlaki turystyczne
 Andrychów – Pańska Góra – Czuby – Przełęcz Biadasowska – Wapienica – Przykraźń – skrzyżowanie Panienka – Susfatowa Góra – Przełęcz Kaczyńska – Narożnik – przełęcz Sosina – Czuba – Gancarz – Czoło – Przełęcz pod Gancarzem – Groń Jana Pawła II